# Mejdurechensk
Mejdurechensk (russo: Междуре́ченск) é uma cidade do oblast de Kemerovo, Rússia.

## Esporte
A cidade de Mejdurechensk é a sede do Estádio Tomusinets e do FC Shakhta Raspadskaya Mejdurechensk, que participa do Campeonato Russo de Futebol.